# Sinagoga
Sinagoga (po grškem synagōgē 'shod', hebrejsko בית כנסת, latinizirano bet ha-knesset; dobesedno »hiša zbora«; jidiš שול shul) je judovski verski objekt, v katerem se izvaja versko čaščenje. Sama beseda ima grški izvor preko besede συναγωγή, ki v prevodu označuje »kraj zbora«. 
Hebrejski izraz za sinagogo je Bet ha-knesset, tudi בית כנסת (»hiša zbora«) in je prvotno pomenila shodnico, šolo, šele kasneje postane predvsem molilnica in kulturna stavba. Ne sme se zamenjati s knesetom - parlamentom Izraela. Nekatere skupnosti sinagoge nazivajo kot Tefila - בית תפילה (»hiša molitve«).
Veliko ortodoksnih in večina konzervativnih Judov v anglosaških državah uporabljajo izraz sinagoga za označitev njihovih hiš za čaščenje. Španski in portugalski Judje uporabljajo esnoga, ki izhaja iz sinagoge. Današnji Karaiti pa uporabljajo aramejski izraz Kenesa. Veliko reformiranih in nekateri konzervativni Judje v ZDA uporabljajo izraz tempelj.

## Zgradba
Sinagoga ima običajno več prostorov: glavni prostor za molitev, manjše sobe za študij in poglabljanje v verska besedila, družabni prostor in pisarne. Nekatere večje sinagoge imajo posebne, ločene sobe za študij Tore, ki jih imenujejo Beth midraš - בית מדרש (»hiša študija«).
V zgodovini so se sinagoge prilagajale slogovnim oblikam časa. V rimskem in bizantinskem času so bile profane bazilike, najstarejša nemška je romanska v Wormsu, gotske so v Regensburgu, Krakovu in Pragi. V 17. in 18. stoletju so poljske sinagoge prevzele oblike slovanskih lesenih cerkva. Italijanske (Padova, Benetke) in francoske (Carpetrans, Cavaillon v Provansi) kažejo renesančne in baročne oblike. V 19. in 20. stoletju so nastale neogotske (Češke Budejovice z dvema zvonikoma) in neobizantinske-mavrske. Po 2. svetovni vojni je bila priljubljena progresivna moderna.
Pogost tip stavbe je dvorana s stebri ob daljših in zadnji stranici, na katerih so empore -ezrat našim (za ženske). Spodaj so sedeži, pred sprednjo steno stoji na podestu Sveta skrinja (Aron ha-kodeš) z zvitki Tore in Zaveso (parohet), pred tem je Večna luč (Ner tamid) in ob njej dve menori ('svečnika'). Bralni pult (almenor) in mita (šulhan) sta v starejših sinagogah v sredini ob kiosku, od baroka dalje tudi ob zahodni strani nasproti Svete skrinje, od leta 1810 dalje (osamosvojitveno gibanje) pa tudi ob Sveti skrinji. Ženske empore so prve izginile v ZDA.

## Nastanek
Nastanek sinagoge ni jasen. Običajno ga povezujejo z izgnanstvom v Babilon. V shodnicah (sinagogah) so Judje praznovali soboto s petjem izbranega psalma, z izpovedjo vere (hebr. šemá 'poslušaj'), s skupno molitvijo (tepilláh ali šemonéh `esréh) ter z branjem iz postave in prerokov (v izvirniku ali v aramejskem prevodu, targumu), nakar je sledila še homilija. Bogoslužje, pri katerem je lahko sodeloval vsak odrasel Jud, se je končalo z duhovniškim blagoslovom, ki ga je izrekel shodnični predstojnik.
Od 1. stoletja do danes, se je sinagoga gradila tako, da je služila tudi kot zatočišče za popotnike, bet orhim. Umetnost in arhitektura sinagoge se je, tako kot Judje,  prilagajala in prevzemala dominantno estetiko tistega časa. To je svojevrsten premik od kolektivne religije iz najzgodnejšega obdobja, proti individualizirani religiji sinagoge, ki je bila lahko prenesena v vse države in vse skupnosti. Vse do danes je bila sinagoga sedež židovske izkušnje. Z liberalnimi usmeritvami v 18. in 19. stoletju, so nastale razne inovacije v sinagogah reformističnih in konservativnih Židov.

## Sinagoge v Sloveniji
- Sinagoga Maribor
- Sinagoga Lendava
- Sinagoga Ptuj
- Sinagoga Murska Sobota
- Sinagoga Beltinci
- Sinagoga v Ljubljani

## Galerija
- Sinangoga v ulici Gerard Doustraat v Amsterdamu, Nizozemska.
- Nova Sinagoga v Berlinu, Nemčija.
- Sinangoga Beth Jakov v Skopju, Makedonija
- Sinagoga v ulici Spasogliniševski, Moskva, Rusija.
- Velika Sinagoga, Santiago de Chile, Čile.
- Portugalska Sinagoga v Amsterdamu
- Sinangoga na ulici Dohány v Budimpešti, Madžarska.
- Velika Sinagoga, Plzeň, Češka.
- Glavna sinagoga v Frankfurtu pred Kristalno nočjo.
- Sinagoga v Roonstrasse, Köln, Nemčija.
- Sinagoga v Lesku, Poljska.
- Sinagoga v Bobowi, Poljska
- Sinagoga Kadoorie, Porto, Portugalska.
- Baal Shem Tov's shul v Meddžibidžu, Ukrajina (okoli 1915). Izvirnik je bil uničen, vendar je zdaj obnovljena.
- Sinagoga Belz, Ukrajina. Sinagoga ne obstaja več
- Sinangoga Cymbalista in judovski center pri Tel Aviv University.
- Sinagoga Herson, Ukrajina.
- Sinagoga Ali Zaruaa, Jeruzalem, Izrael ustanovljena leta 1926, stavba je zaščitena kot kulturna dediščina.
- Kupola sinangoge Hurva je dominirala v judovski četrti Jeruzalema več kot 80 let, od 1864 do 1948 ko je bila bombardirana.
- Ostanki sinangoge Hurva iz leta 1977 do 2003, ko je bila rekonstruirana.
- Sinangoga Aškenazi, Carigrad, Turčija, ustanovljena leta 1900.
- Notranjost sinagoge Karaite, (kenesa).
- Centralna sinagoga na Lexington Avenue na Manhattanu, New York, ZDA.
- Tempelj Emanu-El, najstarejša sinagoga v Miami Beach, Florida, zgrajena v bizantinskem slogu.
- Velika sinagoga, Sankt Petersburg, Rusija
- Sinagoga Paradesi, Koči, Kerala, Indija
- Velika sinagoga, Podil, Kijev, Ukrajina
- Velika sinagoga v Rimu, Italija
- Sinagoga Abuhav, Izrael
- Sinagoga Ari Aškenazi, Izrael
- Santa María la Blanca, Španija
- Córdobska sinagoga, Španija
- Sinagoga El Transito, Španija
- Sinagoga v Sofiji, Bolgarija
- Ohev Sholom Talmud Torah, Narodna sinagoga, čudovit primer moderne arhitekture z ekspresionističnim prizvokom, Washington
- Sinagoga Beth Yaakov, Švica
- Vrata v sinagogo na Lincolnovem trgu, New York (2013), umetnik David Ascalon.
- Sinagoga v Szombathelyju, Madžarska
- Sinagoga v Brisbaneu, Avstralija